# 法華津前延
法華津 前延（ほけづ さきのぶ）は、戦国時代から安土桃山時代にかけての武将。伊予国法華津本城主。西園寺十五将の1人。

## 略歴
法華津氏の本姓は清原氏とされ、法華津殿清原氏あるいは清家氏を称した。
当初は伊予西園寺氏に仕え、大友氏や長宗我部氏の侵攻に際し数々の武功を挙げた。永禄3年（1560年）、同13年/元亀元年（1570年）の大友氏の侵攻に際しては、水軍を率いて奮戦した。天正3年（1575年）、豊後国臼杵に追放されていた一条兼定が土佐国での再興を図り伊予に上陸した際は、西園寺公広や津島氏らと共に兼定を支援した。
天正7年（1579年）、長宗我部氏の家臣・久武親信が侵攻してきた際には、土居清良と協力して親信を討ち取った。しかし、天正12年（1584年）に長宗我部軍が侵攻してきた際には、西園寺氏を裏切って長宗我部氏につき、保身を図ったとされる。
天正13年（1585年）、羽柴秀吉による四国攻めで長宗我部氏は伊予を去り、河野氏・西園寺氏などは降伏。代わって入国した小早川隆景により法華津本城への在城が許され九州平定にも隆景配下として従軍したが、同16年（1588年）に伊予宇和郡に入部した戸田勝隆から下城を命ぜられ法華津氏は没落、九州に去ったともいう。

## その他
2012年のロンドンオリンピックなど数多くの国際大会に出場した馬術選手の法華津寛は子孫とされる（彼の祖父は愛媛県から上京している）。